# 足立長重
足立 長重（あだち ながしげ、1835年3月11日〈天保6年2月13日〉 - 1913年〈大正2年〉10月15日）は、日本の政治家。鳥取県西伯郡外江村長（第4代）。

## 人物
現在の鳥取県境港市出身。足立家の家長である。家業は醤油屋で、家号は川足立。1899年4月から1902年4月まで外江村長をつとめた。また小十一区東外江村中総代や外江村会議員をつとめた。

## 家族
足立家
- 弟・長義[1][3]（1856年 - 1930年、製糸業、第7代外江村長）
- 長男・長泰[3]（生糸製造[6]、外江村助役・同収入役、地主[注 1]）
- 次男・重徳（海軍機関中佐）[1][3]
- 三男・重善（海軍機関中佐）[1][3]